# Barry Blitt
Barry Blitt (Côte-Saint-Luc, 30 aprile 1958) è un artista canadese naturalizzato statunitense.
Disegnatore delle copertine del The New Yorker, ha collaborato con il The New York Times, The Atlantic, Vanity Fair, Time e Rolling Stone. È fratello dello sceneggiatore Ricky Blitt.